# Tellatlas

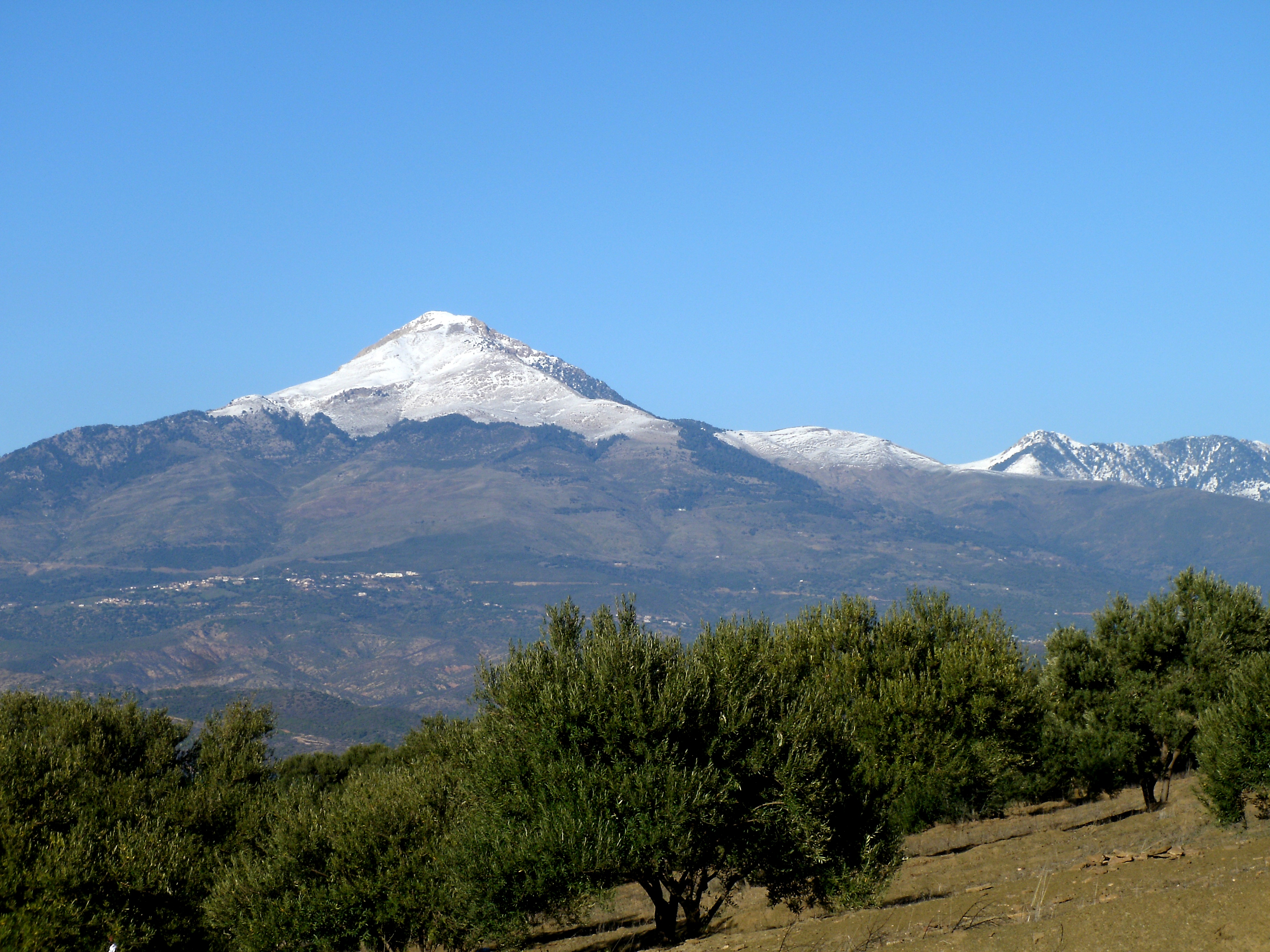
Lalla Khadîdja im Djurdjura-Massiv

Der Tellatlas (auch Kleiner Atlas; arabisch الأطلس التلي, DMG al-Aṭlas at-tallī) ist eine zum Atlasgebirge in Nordafrika gehörende Gebirgskette von über 1000 Kilometern Länge in Marokko, Algerien und Tunesien, die direkt am Mittelmeer liegt. Sein höchster Gipfel, der Lalla Khadîdja, erreicht eine Höhe von 2308 m und ist somit – nach dem Djebel Chélia im Aurès-Gebirge – die höchste Erhebung im Norden Algeriens.

## Lage
Der Tellatlas wird nördlich vom Mittelmeer und südlich vom Hochland der Schotts eingeschlossen. Aufgrund eines Landvorsprungs bildet das Mittelmeer auch die östliche Grenze in Tunesien, während ihn westlich die weiteren Gebirgsketten Rif und Mittlerer Atlas in Marokko ablösen.

## Flüsse
Im Tellatlas entspringen die meisten Flüsse Algeriens, darunter der Oued Medjerda, der Oued Rhumel oder der Oued Tafna.

## Städte
Zu Füßen der Gebirgskette liegen viele große Städte, wie zum Beispiel die algerische Hauptstadt Algier mit etwa 2.200.000 Einwohnern oder Oran mit 770.000 Einwohnern. Im Gebirge selbst liegen die Städte Constantine (500.000) oder Sidi bel Abbès (230.000).

## Geschichte
Der Tellatlas war zur Zeit der französischen Besetzung Algeriens (1830–1962) Rückzugsgebiet vieler Freiheitskämpfer.